# Guatemalas herrlandslag i fotboll
Guatemalas herrlandslag i fotboll representerar Guatemala i landslagsfotboll.

## Historik
Guatemalas fotbollsförbund bildades 1919 och är sedan 1946 medlem av Fifa samt sedan 1961 av Concacaf. 
Guatemala spelade sin första officiella landskamp den 14 september 1921, då man föll med 0-9 mot Honduras vid de hundraåriga centralamerikanska självständighetsspelen i Guatemala City.

### VM
- 1930 till 1954 - Deltog ej
- 1958 - Kvalade inte in
- 1962 - Kvalade inte in
- 1966 - Deltagande ej accepterat av FIFA
- 1970 till 2022 - Kvalade inte in

Guatemala slutade femma i slutgruppen i 2006 års kval till VM i Tyskland 2006. Man missade playoff-platsen till Trinidad och Tobago efter bortaförlust med 2-3.

### CONCACAF mästerskap
- 1941 - Deltog ej
- 1943 - 2:a plats
- 1946 - 2:a plats
- 1948 - 2:a plats
- 1951 - Deltog ej
- 1953 - 4:e plats
- 1955 - 6:e plats (drog sig ur)
- 1957 - Deltog ej
- 1960 - Deltog ej
- 1961 - Första omgången
- 1963 - Första omgången
- 1965 - 2:a plats
- 1967 - 1:a plats
- 1969 - 2:a plats
- 1971 - Kvalade inte in
- 1973 - 5:e plats
- 1977 - 5:e plats
- 1981 - Kvalade inte in
- 1985 - Första omgången
- 1989 - 4:e plats
- 1991 - Första omgången
- 1993 - Deltog ej
- 1996 - 4:e plats
- 1998 - Första omgången
- 2000 - Första omgången
- 2002 - Första omgången
- 2003 - Första omgången
- 2005 - Första omgången
- 2007 - Kvartsfinal
- 2009 - Kvalade inte in
- 2011 - Kvartsfinal
- 2013 - Kvalade inte in
- 2015 - Första omgången
- 2017 - Avstängda av FIFA
- 2019 - Avstängda av FIFA
- 2021 - Första omgången
- 2023 - Kvartsfinal

Enda mästerskapssegern kom 1967. Guatemala vann mästerskapet före Mexiko efter att ha besegrat dem med 1-0.
Senaste framgången var matchen om tredje plats i Gold Cup 1996. Guatemala föll dock mot hemmalaget USA med 0-3.

### UNCAF-mästerskapet
- 1991 - 3:e plats
- 1993 - Deltog ej
- 1995 - 2:a plats
- 1997 - 2:a plats
- 1999 - 2:a plats
- 2001 - 1:a plats
- 2003 - 2:a plats
- 2005 - 3:e plats

Turneringen för de centralamerikanska lagen är samtidigt ett kval till CONCACAF Gold Cup där de tre eller fyra främsta går vidare till slutspelet. Guatemala vann turneringen en gång hittills (2001) och har slutat tvåa fyra gånger.

### Copa América
- 1916 till 1991 - CONCACAF bjöds inte in
- 1993 till 2004 - Inte inbjudna